# 小萼马先蒿
小萼马先蒿（学名：Pedicularis microcalyx）是列当科马先蒿属的植物。分布于喜马拉雅、不丹、尼泊尔以及中国大陆的西藏等地，生长于海拔3,700米至4,500米的地区，目前尚未由人工引种栽培。